# Fujiwara no Kanezane
Fujiwara no Kanezane (藤原 兼実, 1149 et mort le 3 mai 1207), aussi appelé Kujō Kanezane (九条 兼実), est le fondateur de la famille Kujō (d'après la suggestion de Minamoto no Yoritomo) bien que certaines sources citent Fujiwara no Morosuke (908-960) pour fondateur.
Kanezane organise la compilation du Kitano Tenjin Engi, l'histoire du sanctuaire Kitano Tenman-gū. À l'âge de 38 ans, il est nommé régent kampaku de l'empereur Go-Toba et daijō-daijin (premier ministre) en 1189. Son journal, Feuilles (comparables à des) bijoux (玉葉, Gyokuyō) nous est parvenu.
Descendant de la lignée de Fujiwara no Michinaga, il est le fils de Fujiwara no Tadamichi et son frère Jien est l'auteur de l'ouvrage historique Gukanshō. Il a au moins deux enfants, Yoshitsune et Taeko, qui, à un moment donné, est une consort de l'empereur Go-Toba.
Parmi ses fils se trouvent Kujō Yoshimichi (九条 良通, 1167-1188), Kujō Yoshisuke (九条 良輔, 1185-1218), Kujō Yoshihira (九条 良平, 1185-1240) et Kujō Yoshitsune.